# Panach’
Panach' est une marque commerciale de boisson de type panaché créée en 1979 par Heineken et brassée à la Brasserie de la Valentine, à Marseille. 
En 2016 la marque compte pour 46 % des parts de marché sur le créneau des panachés en France. 
Dans la version Monaco, de la grenadine est ajoutée pour l'aromatiser. 
Il existe également une version sans alcool lancée en 2016 : la Panachade.